# Andreas Neagu
Andreas Neagu (* 30. September 1985 in Brilon) ist ein ehemaliger deutsch-rumänischer Bobfahrer.
Neagu begann 1999 mit dem Bobsport. 2002 nahm er erstmals an den Deutschen Juniorenmeisterschaften teil und bei den Deutschen Juniorenmeisterschaften 2004 in Winterberg wurde er Dritter im Zweierbob. Bei den Juniorenweltmeisterschaften 2005 in Winterberg erreichte Neagu mit dem Vierbob den vierten Platz. Danach erreichte Neagu mehrfach gute Plätze bei Deutschen Meisterschaften und im Europa-Cup, konnte sich aber nicht gegen die deutsche Konkurrenz durchsetzen. Deswegen entschied er sich zu einem Wechsel zum rumänischen Verband.
Betreut von seinem aus Rumänien stammenden Vater Paul Neagu, selbst dreifacher Olympiateilnehmer mit dem Bob, gewann Andreas Neagu seit 2009/2010 mehrere rumänisch Meistertitel im Zweier- und Viererbob. 2012 gab er sein Debüt im Bob-Weltcup mit dem rumänischen Viererbob. Bei der Bob-Weltmeisterschaft 2013 in St. Moritz wurde er 26. 2014 nahm Neagu an den Olympischen Winterspielen teil. In Sotschi erreichte er mit dem rumänischen Viererbob mit Paul Muntean, Dănuț Moldovan und Bogdan Otavă den 24. Platz.